# Poynter
Poynter är en kulle i Antarktis. Den ligger i Västantarktis. Argentina, Chile och Storbritannien gör anspråk på området. Toppen på Poynter är 825 meter över havet.
Terrängen runt Poynter är huvudsakligen kuperad. Trakten är obefolkad. Det finns inga samhällen i närheten.